# Ligie (Néréide)
Ne doit pas être confondu avec Ligeia ou Ligie.
Pour l'animal, voir Ligie océanique.
Dans la mythologie grecque, Ligie (en grec ancien : Λίγεια / Lígeia) est une Néréide, fille de Nérée et de Doris, citée par Hygin dans sa liste de Néréides.

## Étymologie
En grec ancien, Ligie (Λίγεια / Lígeia) signifie « à la voix claire ou perçante ». Son nom signifie « celle qui pousse un cri perçant » ou « qui a une voix claire ou aiguë ».

## Description
Virgile la décrit comme aux cheveux clairs et à la peau très blanche dans son ouvrage Les Géorgiques :

« Autour d'elle, les nymphes cardaient des toisons de Milet tachées de riches colorants marins, Drymo et Xantho, Ligie et Phyllodocé, leurs mèches claires tombant sur leurs cous de neige. »

## Famille
Ses parents sont le dieu marin primitif Nérée, surnommé le vieillard de la mer, et l'océanide Doris. Elle est l'une de leur multiples filles, les Néréides, généralement au nombre de cinquante, et a un unique frère, Néritès. Pontos (le Flot) et Gaïa (la Terre) sont ses grands-parents paternels, Océan et Téthys ses grands-parents maternels.